# Laurin & Klement ENS
Laurin & Klement ENS byl osobní automobil, nástupce automobilu Laurin & Klement EN. Vyráběla ho firma Laurin & Klement od roku 1910 do roku 1911. Vyráběl se jako faéton, limuzína, landaulet nebo sportovní vůz.
Motor byl řadový čtyřválec s rozvodem SV, byl uložen vpředu a poháněl zadní kola. Vůz měl výkon 48 kW (65 koní) a objem 7364 cm³, vrtání 125 mm a zdvih 150 mm. Rozvor byl 3520 mm, rozchod předních kol byl 1420 mm a rozvor zadních kol 1370 mm. Tuhá náprava měla listová pera. Vůz dosahoval rychlosti až 95 km/h.
Celkem se vyrobilo 20 kusů.